# Kristi Harrower
Kristi Harrower (Bendigo, Victoria, 4 maart 1975) is een Australische basketbalspeelster. Ze nam viermaal deel aan de Olympische Spelen en behaalde hierbij drie bronzen medailles en één keer zilver.

## Clubbasketbal
Harrower begon haar loopbaan in eigen land in de WNBL bij Melbourne Tigers, waarna ze van 1992 tot 1993 zou uitkomen voor Australian Institute of Sport. In 1994 ging ze spelen voor Adelaide Lightning. Met deze laatste club werd ze één maal Australisch landskampioen in 1994. Hierna speelde ze voor verschillende clubs in Frankrijk. In 2007 ging ze spelen voor UMMC Jekaterinenburg in Rusland. In 2008 keerde ze terug naar Australië om te spelen voor Bendigo Spirit. Met deze club werd ze twee maal Australisch landskampioen in 2013 en 2014.

## Nationaal elftal
Harrower werd voor het eerst geselecteerd voor de 'Opals' in 1998. In 2000 maakte Harrower een eerste keer deel uit van de Australische olympische selectie. De Australische vrouwen troffen de Verenigde Staten in de finale, waarin ze verloren. In 2004 maakte Harrower een tweede keer deel uit van de Australische olympische selectie. De Australische vrouwen troffen de Verenigde Staten weer in de finale, waarin ze verloren. In 2008 maakte Harrower een derde keer deel uit van de Australische olympische selectie. De Australische vrouwen troffen de Verenigde Staten weer in de finale, waarin ze weer verloren. In 2012 maakte Harrower een vierde keer deel uit van de Australische olympische selectie. De Australische vrouwen troffen de Verenigde Staten in de halve finale, waarin ze verloren. In de strijd om het brons wonnen ze van Rusland.

## Erelijst
Adelaide Lightning
- Australisch landskampioen: 1994

 Bendigo Spirit
- Australisch landskampioen: 2013, 2014

 Australië
- 1998:  WK Duitsland
- 2005:  Oceanisch kampioenschap
- 2007:  Oceanisch kampioenschap
- 2000:  OS Peking
- 1998:  WK China
- 2004:  OS Peking
- 2006:  WK São Paulo
- 2008:  OS Peking
- 2012:  OS Peking